# Comitatul Franklin, Arkansas
Comitatul Franklin (în engleză Franklin County) este un comitat din statul Arkansas, Statele Unite ale Americii.